# Venta a la carretera
La Venta a la carretera és una obra de Caseres (Terra Alta) inclosa a l'Inventari del Patrimoni Arquitectònic de Catalunya.

## Descripció
Conjunt d'edificacions a l'encreuament de la carretera N-420 i la d'accés al poble. Ocupen una extensió considerable i actualment estan en runes. També hi ha edificacions amb trulls per al vi i l'oli. Possiblement va arribar a ser un nucli urbà prou important. La façana principal està orientada cap a la carretera i la part posterior configurava una plaça.